# Bundesstraße 158
Die Bundesstraße 158 (Abkürzung: B 158) ist eine Bundesstraße in Berlin und Brandenburg. Sie führt von der B 1/B 5 in Berlin-Biesdorf über Ahrensfelde, Werneuchen durch den Barnim über Bad Freienwalde nach Angermünde.

## Geschichte

### Ursprung
Die heutige Bundesstraße 158 wurde als eine der ersten Chausseen in der Provinz Brandenburg zu Beginn des 19. Jahrhunderts erbaut. Die Kunststraße von Berlin nach Werneuchen wurde 1806 vollendet, deren Fortsetzung nach Bad Freienwalde wurde 1816 durch französische Kriegsgefangene fertiggestellt.
Im Jahr 1903 wurde die Saldernbrücke, die bei Hohenwutzen die Oder überquerte, erbaut. Sie ersetzte eine Kettenfähre und wurde zwischen 1930 und 1945 auch von der Kleinbahn Freienwalde–Zehden benutzt, bevor sie in den letzten Tagen des Zweiten Weltkriegs zerstört wurde.

### Frühere Strecken und Bezeichnungen
Bei der zweiten Nummerierung um 1937 wurden die Nummern 158 bis 165 für die Reichsstraßen in Hinterpommern vergeben. Die Reichsstraße 158 war eine der längsten Reichsstraßen im Nordosten Deutschlands und führte von Berlin-Weißensee bis nach Lauenburg in Hinterpommern. Der Straßenzustand zwischen Berlin und Bad Freienwalde wurde 1938 als gut bezeichnet, während die östlichen Straßenabschnitte als mittelmäßig klassifiziert wurden. Im Zuge des Autobahnbaus erhielt Blumberg 1936 eine Ortsumgehung.
In der DDR-Zeit endete die Fernverkehrsstraße 158 in Hohenwutzen und trug die Bezeichnung F 158. In den 1990er Jahren wurde der Beginn der nunmehr Bundesstraße 158 genannten Verbindung von der Bundesstraße 2 in Berlin-Weißensee an die B 1/B 5 in Berlin-Marzahn verlegt, um die Verkehrsströme über die besser ausgebaute Märkische Allee zu führen.

### Ersetzungen
Die Oderbrücke bei Hohenwutzen wurde im April 1945 beim Rückzug der deutschen Wehrmacht gesprengt. In den Jahren 1952 bis 1957 wurde eine neue Oderbrücke gebaut, die erst 1993 für den deutsch-polnischen Grenzverkehr geöffnet wurde.

### Ortsumgehung Ahrensfelde / B158n
Seit den 1980er Jahren gibt es Überlegungen die B 158 mittels einer Ortsumgehung um die Ortschaft Ahrensfelde herumzuführen. Aufgrund der hohen Verkehrsbelastung in den Hauptverkehrszeiten kommt es täglich zu Staus innerhalb der Ortslage Ahrensfelde, bis zum Autobahnanschluss an der A 10 in Richtung Berlin und auf der Märkischen Allee in Richtung Ahrensfelde. Es wurden verschiedene Varianten diskutiert, die jedoch entweder aus Kostengründen, dem verkehrlichen Nutzen oder den Belastungen der Anwohner ausschieden.
Im Jahr 2011 wurde ein Planfeststellungsverfahren begonnen, bei denen Varianten diskutiert wurden. Die favorisierte Variante sieht eine vierstreifige Straße vor, die von der Märkischen Allee (in Höhe des S-Bahnhofs Ahrensfelde) über die Klandorfer Straße entlang der Landesgrenze zwischen Berlin und Brandenburg verläuft, die Feldstraße sowie die Landesstraßen L 311 und L 339 östlich Ahrensfelde kreuzt, in Höhe des Gewerbegebietes Blumberg wieder auf die alte B 158 trifft und unter Nutzung der alten B 158 bis zur Anschlussstelle (AS) Hohenschönhausen geführt wird. Im Abschnitt Klandorfer Straße soll die B 158n in einem 150 Meter langen Trogbauwerk mit Deckel geführt werden. Der Rechnungsprüfungsausschuss des Deutschen Bundestages bemängelte im Jahr 2015 das Projekt als zu teuer und drang darauf die eingebrachte Trog-/Tunnelplanung zugunsten einer ebenerdigen Führung der B 158 mit geeigneten Lärmschutzwänden zu modifizieren. Das Bundesverkehrsministerium schloss sich dieser Ansicht später an. 2016 wurde von einem Finanzbedarf von 44,7 Millionen Euro für die Trogvariante ausgegangen. Von Seiten des Landes Brandenburg wird die Trogvariante als notwendig erachtet.
Laut Senatsverwaltung für Umwelt, Verkehr und Klimaschutz des Landes Berlin gibt es keine Notwendigkeit die Planung zu ändern:

„Weder das Ministerium für Infrastruktur und Landesplanung noch die Senatsverwaltung für Umwelt, Verkehr und Klimaschutz sehen in der vom Rechnungsprüfungsausschuss des Bundestages und dem Bundesverkehrsministerium geforderten ebenerdigen Variante eine planungsrechtliche Durchsetzungsfähigkeit.“

Laut dem Ministerium für Infrastruktur und Landesplanung des Landes Brandenburg wären bis zu zehn Meter hohe Lärmschutzwände notwendig, die eine unverhältnismäßige Zerschneidungswirkung an der Grenze zum Land Berlin erzeugen würden. Das Planfeststellungsverfahren ist seit 2013 bis auf Weiteres ausgesetzt, belastbare Aussagen zur Fortsetzung des Planfeststellungsverfahrens sind derzeit (Stand: Oktober 2016) nicht möglich. Mit Stand 2015 wurden bisher 1,8 Millionen Euro für Planungen ausgegeben.
Die brandenburgische Verkehrsministerin Kathrin Schneider und die Berliner Verkehrssenatorin Regine Günther haben sich 2018 geeinigt, die Mehrkosten für die Troglösung zu tragen. Derzeit (Stand: September 2018) würde noch über die Kappungsgrenzen verhandelt, so Edgar Gaffry vom Landesbetrieb Straßenwesen Brandenburg bei einer Verkehrskonferenz der Industrie- und Handelskammer am 4. September 2018 in Ahrensfelde. Nach Abschluss der Verhandlungen wird es voraussichtlich zu einem neuen Planfeststellungsverfahren kommen.
Das Projekt ist im Bundesverkehrswegeplan 2030 als vordringlicher Bedarf geführt.
Am Freitag, den 16. August 2019 wurde laut dem Ministerium für Infrastruktur und Landesplanung des Landes Brandenburg die Finanzierungsvereinbarung zur Realisierung der Troglösung dem Bundesministerium für Verkehr und digitale Infrastruktur zur Zustimmung vorgelegt. Gleichzeitig wurde verkündet, dass der Landesbetrieb Straßenwesen im Herbst 2018 mit der Aktualisierung der Planungen aufgrund geänderter Vorschriften begonnen hat. Die Auswirkungen auf die Umwelt müssen daher neu überprüft werden.
In der Vereinbarung zwischen Bund und den Ländern Berlin und Brandenburg mit Stand vom 12. Juli 2018 wurde von Kosten in Höhe von 54,892 Millionen Euro für die Troglösung ausgegangen. Das Land Brandenburg geht davon aus Mitte 2020 das Planfeststellungsverfahren wiederaufnehmen zu können. Unklar ist wann mit dem Erlass des Planfeststellungsbeschlusses gerechnet werden kann. Der Baubeginn ist demzufolge ebenso unklar.
Seit dem Jahr 2023 finden regelmäßige Demonstrationen und Protestaktionen gegen die aktuellen Planungen und zur Beschleunigung des Verfahrens statt.
In der Sitzung des Ausschusses für Mobilität und Verkehr des Abgeordnetenhaus Berlin am 6. September 2023 wurde bekannt, dass das Land Brandenburg aufgrund der Taktverdichtung auf der Wriezener Bahn auf einen 30-Minuten-Takt ein Büro zur Prüfung der Leistungsfähigkeit des Knotenpunktes an der Ländergrenze Berlin-Brandenburg beauftragt hat. Die Überarbeitung sei erforderlich gewesen, weil ein Rückstau in den Tunnel verhindert werden muss.
Zeittafel
| Datum                 | Ereignis |
| --------------------- | --- |
| 1991                  | Gemeinde Ahrensfelde stellt Antrag auf Ortsumfahrung                                                                                                 |
| 25. Aug. 1994         | Antragskonferenz zum Raumordnungsverfahren (ROV) |
| 26. Jan. 2001         | Einleitung des Raumordnungsverfahrens durch die Gemeinsame Landesplanungsabteilung                                                                   |
| 18. Apr. 2002         | Abschluss der ROV mit landesplanerischer Beurteilung                                                                                                 |
| 5. Aug. 2002          | Linienbestätigung gemäß § 16 Bundesfernstraßengesetz                                                                                                 |
| bis Aug. 2009         | Erarbeitung der Entwurfsunterlagen einschl. Vermessung, Baugrunduntersuchungen, Verkehrsuntersuchungen und anderer Fachbeiträge                      |
| 18. Aug. 2009         | Gesehenvermerk des damaligen Bundesministeriums für Verkehr, Bau und Stadtentwicklung (BMVBS)                                                        |
| bis Aug. 2011         | Erarbeitung der Planfeststellungsunterlagen |
| 1. Aug. 2011          | Prüfungsmitteilung des Bundesrechnungshof (BRH) |
| 2. Sep. 2011          | Beginn Planfeststellungsverfahren |
| 8. Nov. 2011          | Ende der Einwendungsfrist zum Planfeststellungsverfahren/Anhörungsverfahren                                                                          |
| Anfang 2013           | Aussetzung des Planfeststellungsverfahren |
| 27. März 2015         | Rechnungsprüfungsausschuss des Deutschen Bundestages spricht sich gegen Troglösung und für ebenerdige Planung aus                                    |
| 2018                  | Einigung über Mehrkostenübernahme für Troglösung durch Länder Berlin und Brandenburg                                                                 |
| 16. Aug. 2019         | Finanzierungsvereinbarung wird dem Bundesministerium für Verkehr und digitale Infrastruktur vorgelegt                                                |
| 3. Jan. 2020          | Finanzierungsvertrag für eine Troglösung wurde von den Ländern Berlin und Brandenburg rechtskräftig unterzeichnet                                    |
| Mitte 2020            | Wiederaufnahme des Planfeststellungsverfahrens |
| vorauss. 2022         | Abschluss des Planfeststellungsverfahrens (Stand 2020) (Gemäß Stand 20. Juli 2024 ist das Planfeststellungsverfahren weiterhin nicht abgeschlossen.) |
| vorauss. ab Ende 2024 | Voraussichtlicher Beginn erster Maßnahmen (Stand 2020)                                                                                               |

## Verlauf

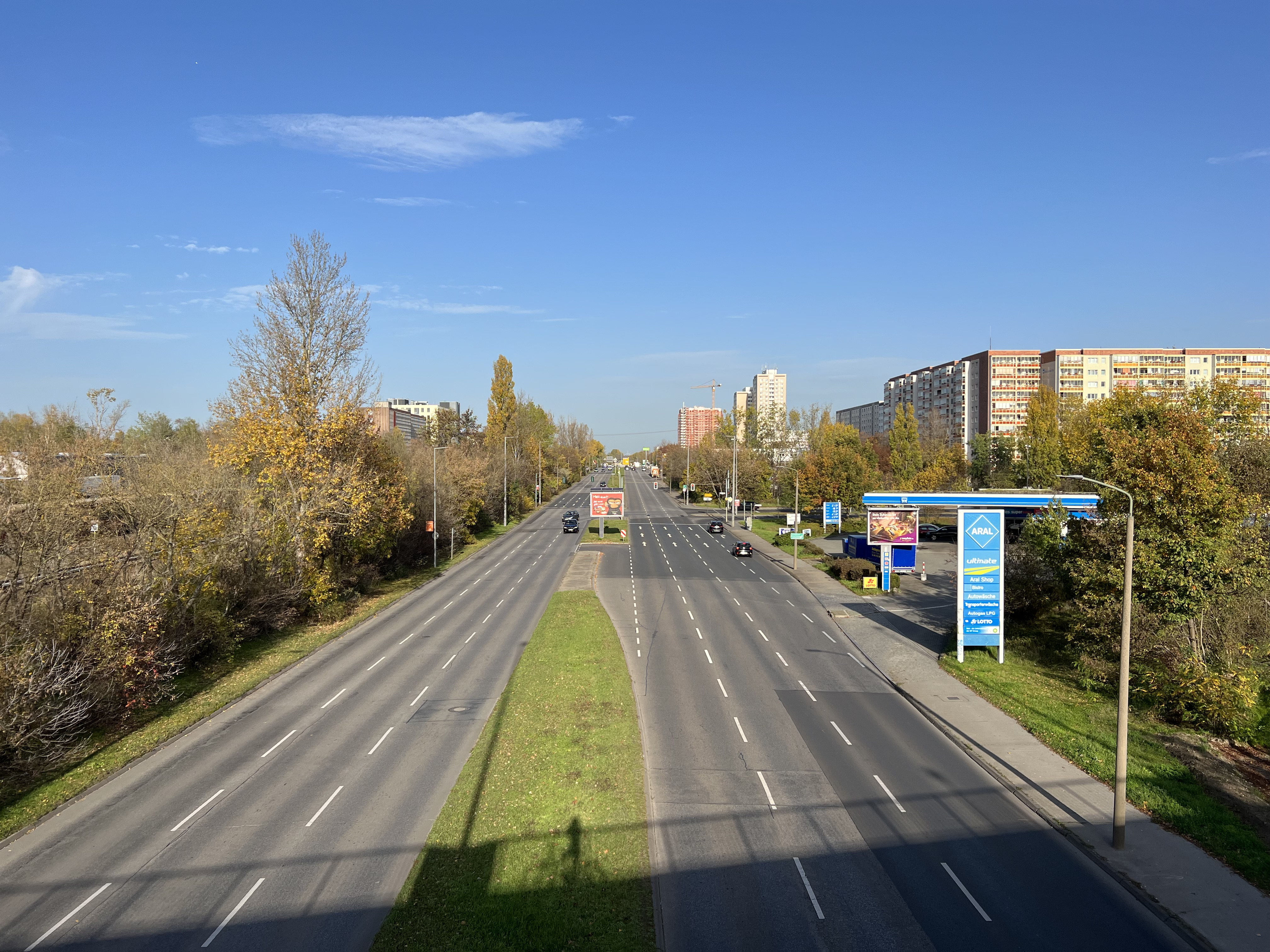
B 158 in Berlin-Marzahn

Von Berlin kommend kreuzt die B 158 in Ahrensfelde den Berliner Ring (A 10, Anschlussstelle 2 Berlin-Hohenschönhausen). Hinter Ahrensfelde und Werneuchen als Gemeinden des engeren Verflechtungsraums wird die alte Freienwalder Chaussee zu einer der landschaftlich schönsten alten Chausseen Brandenburgs. Sie verläuft bis hinter Tiefensee parallel zur Wriezener Bahn. Dort erreicht sie den Forst Prötzel, eines der größten und abwechslungsreichsten geschlossenen Brandenburger Waldgebiete, ein Kernstück Oberbarnims. Rechts der Straße liegt der von Theodor Fontane beschriebene Gamengrund, eine eiszeitliche Rinne, die als Geotop das Plateau des Barnim in Nord-Süd-Richtung mit einer langen Kette schmaler Rinnenseen durchschneidet. Dazu gehören der Gamensee bei Tiefensee und nördlich davon der Mittelsee. Am Ende des Mittelsees quert die Straße bei Leuenberg den Gamengrund in Ost-West-Richtung und erreicht durch den Freienwalder Forst die Stadt Bad Freienwalde. Sie kreuzt die Bundesstraße 167. Von Bad Freienwalde aus führt die B 158 nach Nordost weiter in Richtung Hohenwutzen. Durch Aufstufung einer vorhandenen Landesstraße wurde der Verlauf der B 158 im Jahr 2005 verändert. Nach der Ortschaft Schiffmühle wendet sich die B 158 nach Norden und führt um über Oderberg und Parstein nach Angermünde. Sie endet an der Kreuzung mit der B 2 und der B 198. Das Stück bis zum Grenzübergang Hohenwutzen trägt seitdem die Bezeichnung B 158a.
Im nordöstlichen Teil überquert die Bundesstraße 158 die Alte Oder und die Oder.

### Denkmalschutz
Anlagen und Nebenanlagen der historischen Straße stehen teilweise unter Denkmalschutz, beispielsweise das Chausseehaus im Werneuchener Ortsteil Werftpfuhl als früherer Kontrollpunkt. Die alten Meilensteine als Rundsockelsteine wie in Seefeld oder in Werneuchen (bei Kilometer 35,6), stehen unter Schutz. Gleiches gilt für alte Wegweisersteine, wie den bei Kilometer 29,5 in Tiefensee.

### Tourismus
Zwischen Bad Freienwalde und Angermünde ist die B 158 Teil der Märkischen Eiszeitstraße.
Eine landschaftlich reizvolle Strecke liegt nördlich von Werneuchen bis Bad Freienwalde durch die bewaldete, eiszeitlich geprägten Landschaft des Gamengrundes.